# Mycetophila argentinensis
Mycetophila argentinensis är en tvåvingeart som beskrevs av Duret 1986. Mycetophila argentinensis ingår i släktet Mycetophila och familjen svampmyggor. Inga underarter finns listade i Catalogue of Life.